# مادر (فیلم ۱۳۳۰)
مادر نام فیلمی است به کارگردانی اسماعیل کوشان که محصول سال ۱۳۳۰ خورشیدی می‌باشد. اولین اکران فیلم مادر در تاریخ ۹ دی ۱۳۳۰ (۳۱ دسامبر ۱۹۵۱ میلادی) در تهران بوده است. این فیلم با فروش ۲۲۰،۰۰۰ تومان پرفروش‌ترین فیلم سال ۱۳۳۰ بوده است.

## خلاصه داستان
ربابه برای کمک به پدرش در اداره خانوادهٔ پرجمعیتشان پرستاری از دو کودک خانواده‌ای مرفه را قبول می‌کند. در همین زمان فریب وسوسهٔ جوانی به نام پرویز را می‌خورد و در حالیکه صاحب فرزندی از او شده، خانه را ترک می‌کند. ربابه با کمک پیرمرد خوش قلبی به نام تقی کاری در یک کافه به دست می‌آورد و به خوانندگی می‌پردازد. به زودی پرویز پیدایش می‌شود و حاصل این ملاقات مرگ پرویز و زندانی شدن ربابه است. خانواده‌ای عهده‌دار نگهداری مهوش فرزند ربابه می‌شود. پس از پانزده سال ربابه از زندان آزاد می‌شود و این زمانی ست که مهوش قصد ازدواج دارد. اما مهوش واقعیت را می‌فهمد و علی‌رغم قصد مادر که برای ادامهٔ خوشبختی فرزند دوری می‌جوید به او روی می‌کند.

## دیگر منابع
- وبگاه سوره
- جاودانی، هما. ۱۳۸۱. سال شمار تاریخ سینمای ایران (تیر ۱۲۷۹ - شهریور ۱۳۷۹). نشر قطره. تهران .